# Lista de municípios das Canárias
- Municípios de Las Palmas

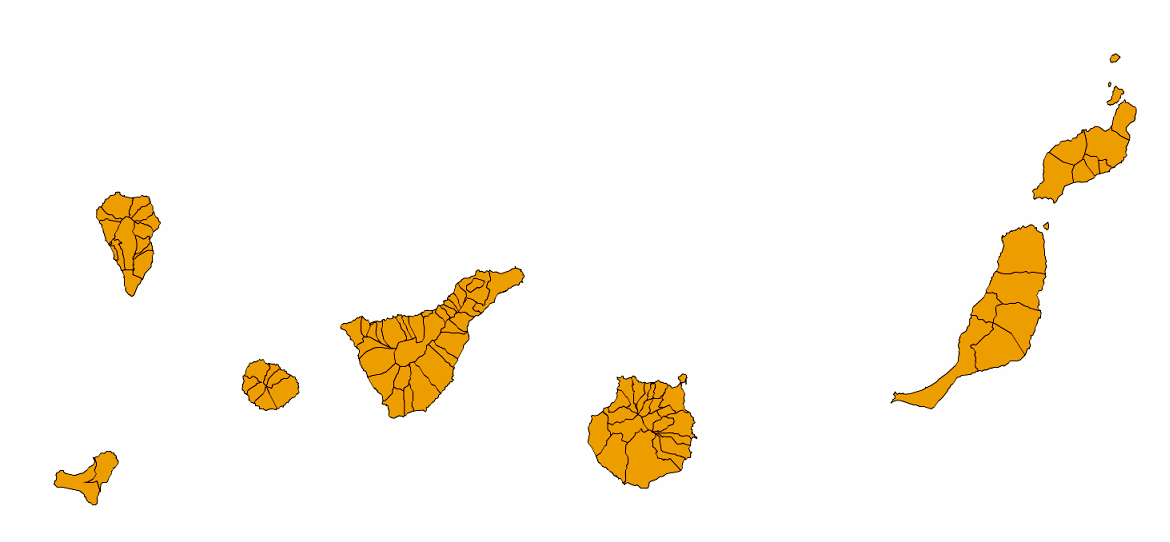
Mapa municipal de Canárias (Espanha).

- Municípios de Santa Cruz de Tenerife